# Тор (вулкан)
Тор (лат. Thor) — активный вулкан на спутнике Юпитера Ио. Назван в честь бога Тора из германо-скандинавской мифологии, название утверждено международным астрономическим союзом в 2006 году.
Вулкан расположен на внешнем полушарии Ио, по координатам 39° с. ш. 133° з. д., на севере области Босфор и к юго-юго-западу от патер Тваштара.

## Наблюдения
До 2001 года активного вулканизма Тора не наблюдалось. С виду окружающая его область оставалась стабильной со времён наблюдений «Вояджера» (1979 год) до прилёта в систему Юпитера КА «Галилео» в 2000 году.

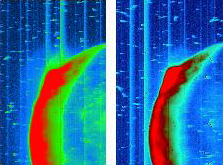
Шлейф Тора («Галилео», август 2001 года)

В 2001 году «Галилео» зафиксировал крупное высокотемпературное извержение Тора с большим вулканическим шлейфом. Снимки «Галилео» показали, что Тор состоит из нескольких тёмных потоков лавы, исходящих из соседних вулканических депрессий. До этого извержения область вокруг Тора, по первым детальным наблюдениям 1999 года, представляла собой красно-коричневую равнину из облучённой серы, типичной для умеренных и северных широт Ио, и нескольких светло-жёлтых потоков, возможно состоящих из серы или силикатов, покрытых диффузными отложениями серы, и никакого теплового излучения от него вплоть до мая 2001 года не наблюдалось, так что дальнейшее извержение должно было начаться в этом году.
После окончания наблюдения Тора зондом «Галилео» в октябре 2001 года, его извержение продолжало наблюдаться астрономами с Земли. 22 декабря 2001 года его тепловое излучение было зафиксировано обсерваторией Кека на Гавайях.
В феврале 2007 года, во время пролёта КА «Новые горизонты» мимо системы Юпитера, Тор продолжал активную вулканическую деятельность: были зарегистрированы высокотемпературное излучение вулкана в около-инфракрасном спектре и вулканический шлейф 100-километровой высоты над ним. Однако вскоре этот шлейф и основная часть тёмных пирокластических отложений поблекли или были накрыты новым большим шлейфом, исходящим из патер Тваштара.